# Reinsberg (Sachsen)

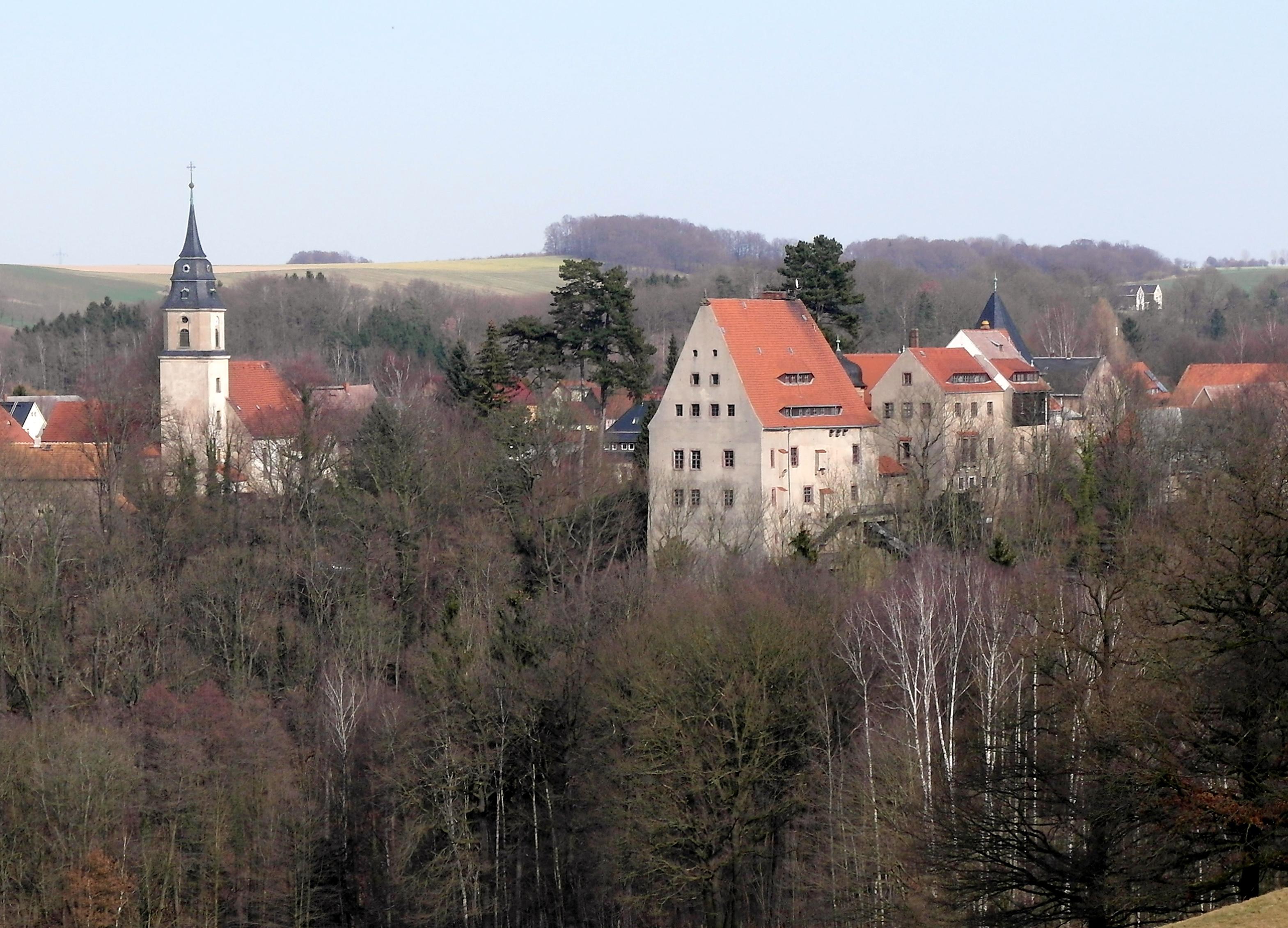
Blick auf Kirche und Schloss

Reinsberg ist eine Gemeinde im Landkreis Mittelsachsen, etwa 35 km westlich von Dresden, in der Nähe der Städte Freiberg und Meißen. Das neun Ortsteile umfassende Gemeindegebiet mit 3000 Einwohnern liegt östlich der Freiberger Mulde im Zentrum des Freistaates Sachsen. Mit der Gründung des Klosters Altzella Mitte des 12. Jahrhunderts und Silbererzfunden um Freiberg entstanden die ländlich geprägten Siedlungsgebiete.

## Geographie und Landschaft

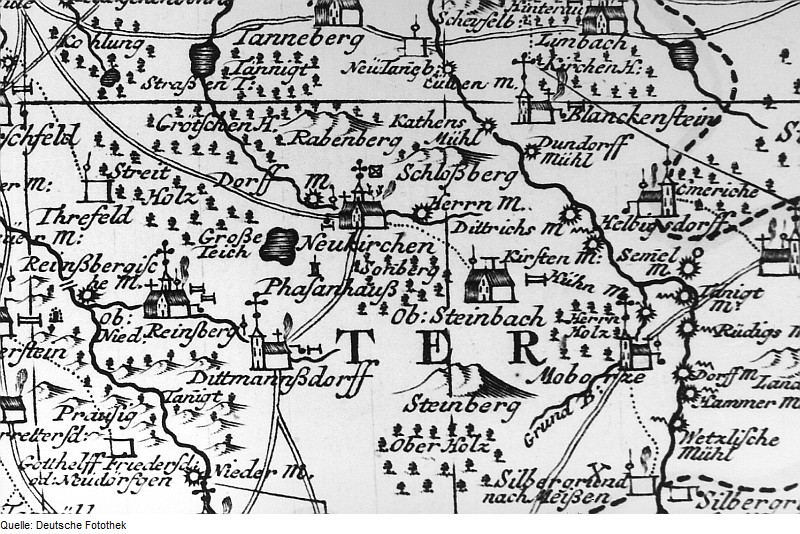
Reinsberg-Neukirchen. Karte des Amtes Meißen, 1750

Die Gemeinde Reinsberg befindet sich inmitten des östlichen Ausläufers des Erzgebirgsvorlandes zwischen dem Osterzgebirge und der Lommatzscher Pflege. Die westliche Gemeindegrenze bildet die Freiberger Mulde. Von Süden ausgehend fließt nach Norden die Bobritzsch, welche innerhalb des Gemeindegebiets zwischen Bieberstein und Hirschfeld in die Freiberger Mulde mündet. Durch die Gemeinde verläuft der Rothschönberger Stolln, ein Wasserlösungsstollen des Brander und Freiberger Bergreviers. Er besitzt im Bereich Neukirchen ein Lichtloch.
Zur Ortschaft Reinsberg der gleichnamigen Gemeinde gehören der Ortsteil Drehfeld in der nordwestlichen Gemarkung an der „Nordstraße“/„Hirschfelder Straße“ ⊙ und der Gemeindeteil Wolfsgrün in der südöstlichen Gemarkung an der „Freiberger Straße“ in Richtung Krummenhennersdorf. ⊙

### Geologie
Das Gemeindegebiet stellt in geologischer Hinsicht die Nordgrenze eines großflächigen, durch kristalline Schiefer und Gneis geprägten Raumes dar, der sich weiter Richtung Süden vom Osterzgebirge bis zum mittleren Erzgebirge erstreckt.

### Nachbargemeinden
Die nachfolgenden Gemeinden grenzen (im Uhrzeigersinn, beginnend im Nordwesten) an die Gemeinde Reinsberg: Nossen, Klipphausen, Wilsdruff, Halsbrücke und Großschirma.
| Nossen      | Nossen                                      | Klipphausen |
| Großschirma | Kompassrose, die auf Nachbargemeinden zeigt | Wilsdruff   |
| Großschirma | Halsbrücke                                  | Wilsdruff   |

### Gemeindegliederung
Die Gemeinde Reinsberg besteht heute aus neun Ortsteilen in fünf Ortschaften:
| Ortschaften   | Ortsteile                                         |
| ------------- | ------------------------------------------------- |
| Bieberstein   | Bieberstein, Burkersdorf, Gotthelffriedrichsgrund |
| Dittmannsdorf | Dittmannsdorf                                     |
| Hirschfeld    | Hirschfeld mit Friedland                          |
| Neukirchen    | Neukirchen, Steinbach                             |
| Reinsberg     | Reinsberg mit Wolfsgrün, Drehfeld                 |

## Geschichte

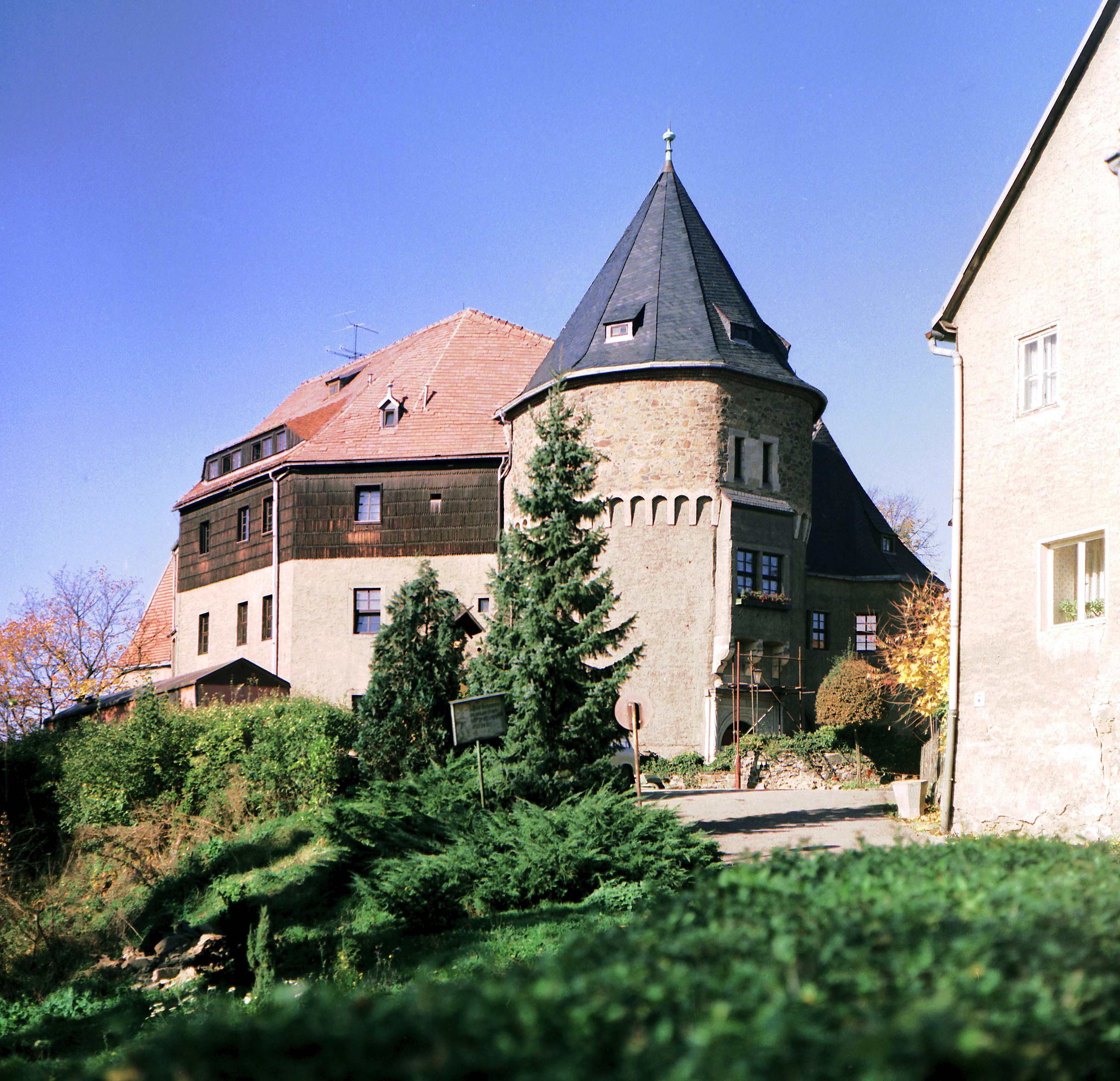
Schloss Reinsberg, 1989

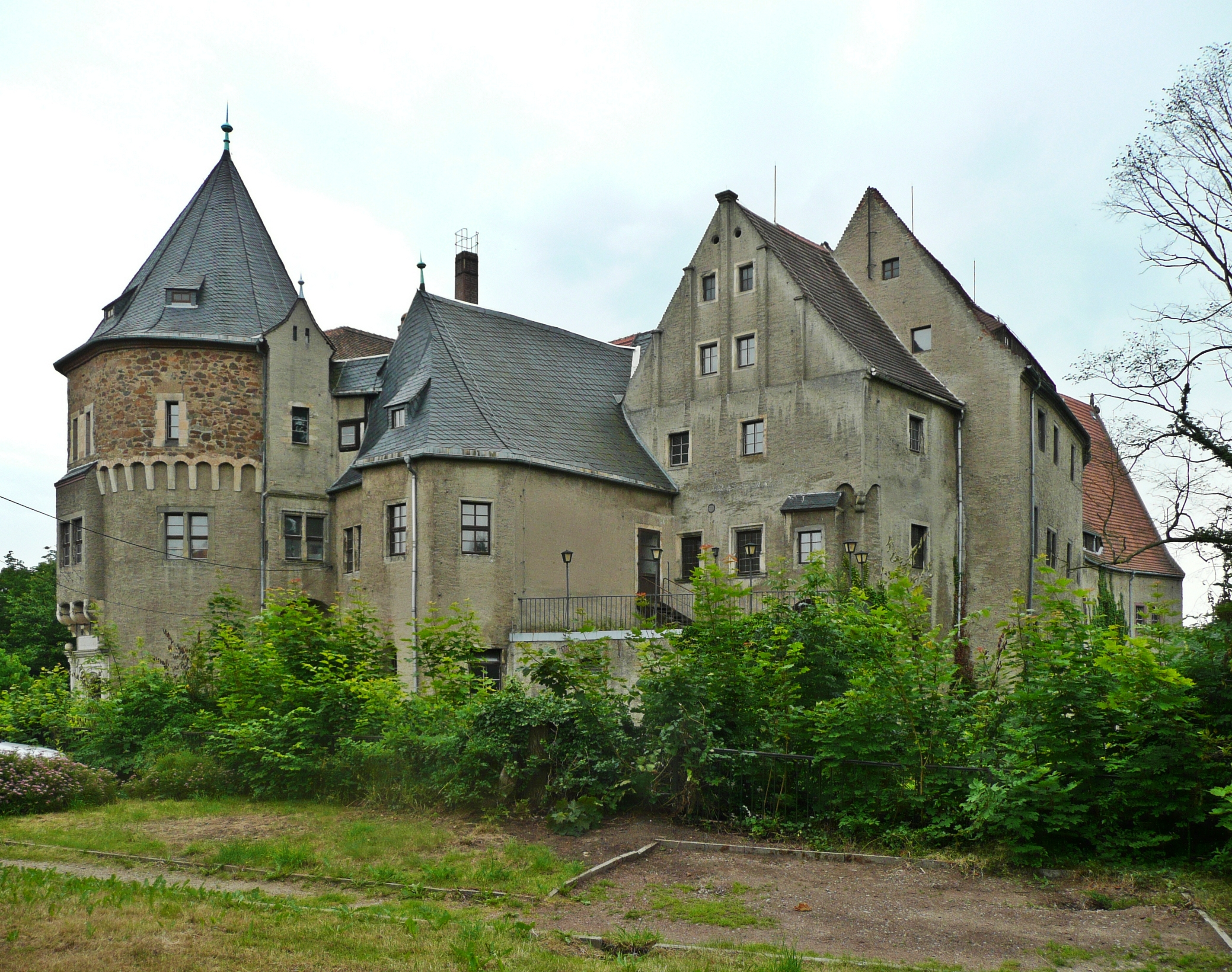
Schloss Reinsberg, 2009

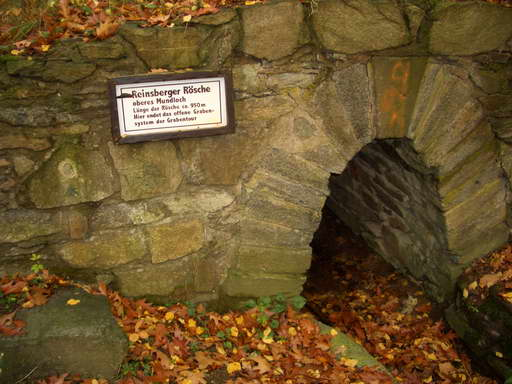
Oberes Mundloch der Reinsberger Rösche (Teil der Grabentour)

Reinsberg entstand im 12. Jahrhundert. Die Gründung des Ortes steht in Verbindung mit der Gründung des von Zisterziensermönchen errichteten Klosters Altzelle und dem Auffinden von Silbererzen im Raum Freiberg. Ab 1168 wurden die meisten dörflichen Siedlungen in dieser Region angelegt.
Der Silberbergbau und die Besiedlung durch fränkische Bauern zur Zeit des hochmittelalterlichen Landesausbaus prägte den Ort. Sie errichteten Siedlungen in Form von Reihendörfern mit Waldhufen (Waldhufendörfer), Gutsblöcken und fränkischen Vierseitenhöfen. Um 1550 lebten 47 „besessene Mann“ (grundbesitzende Bauern) und 52 Inwohner in Reinsberg. Zu dieser Zeit bestand der Ort der Größe nach aus 28 Hufen (in Sachsen gab es die Hufe zu 12, 15, 18, 24 und 30 Acker, wobei der Acker zu 5.534,230 m² groß waren).
An der Freiberger Mulde entstand die Burg Reinsberg. Der Ortsteil Reinsberg war bereits im Jahre 1197 Sitz eines gleichnamigen ritterlichen Herrengeschlechts, wovon heute die Schlösser in Reinsberg und Bieberstein sowie mehrere Rittergüter zeugen. Die für die mittelalterlichen Verhältnisse ideale Lage, schwer zugänglicher Steilhang über der Bobritzsch, war vermutlich für einen deutschen Ritter mit dem Namen Reinhard Veranlassung, den festen Sitz Regensberg (später Reinsberg) zu errichten. Zum Schutz der Dörfer und zur Sicherung der Zehnteinnahmen der Markgrafschaft Meißen und Bistums wurden in der Region Adelsgeschlechter mit Rittergütern belehnt, die Burgen als Wohnsitze errichteten. Der Burgname wurde somit zum Namen des Ortes Reinsberg und dem Geschlecht von Reinsberg. Im 14. Jahrhundert verloren die Reinsberger immer größere Teile ihres Stammsitzes, darunter einen Teil des Dorfes Reinsberg. Diese Anteile wurden, zum Teil über andere Geschlechter, von den von Schönberg erworben.
Schließlich erwarben die von Schönberg im Jahre 1411 von den Reinsbergern den Rest des Stammsitzes. Die Burg ging in ihren Besitz über. Danach residierten die von Schönberg über 500 Jahre auf Schloss Reinsberg und der zugehörigen ausgedehnten Herrschaft. Der Einfluss der von Schönberg reichte vom Meißner Land bis in das Erzgebirge. 1572 erfolgte die Teilung des Besitzes in Oberreinsberg mit dem Schloss Reinsberg und Niederreinsberg mit dem Rittergut Niederreinsberg.
Der Ortsname „Reinsberg“ hat sich im Laufe seiner Geschichte mehrfach geändert und es gab verschiedene Schreibweisen. Folgende Schreibweisen sind aus historischen Quellen überliefert:
- 1197: Reinhardus de Regensberg
- 1198: Regensburch
- 1205: Regenstein
- 1219: Regensberg
- 1255: Regensberc, Reinsberc
- 1350: Reinsperg
- 1378: Reynsberg
- 1428: Rensperg
- 1485: Reinsperg
- 1551: Nider-, Ober-Reynsperk
- 1791: Ober- und Nieder-Reinsberg sind zwey besondere Güther
- 1875: Reinsberg (Nieder- u. Ober-)

Ober- und Niederreinsberg sowie das in der Flur von Oberreinsberg liegende Wolfsgrün gehörten bis 1836 zum kursächsischen bzw. königlich-sächsischen Kreisamt Meißen. Ab 1836 gehörten die Orte mit der Grundherrschaft Reinsberg kurzzeitig zum Kreisamt Freiberg. 1856 wurde Reinsberg dem Gerichtsamt Nossen und 1875 der Amtshauptmannschaft Meißen angegliedert. Zu dieser Zeit gehörte Drehfeld politisch schon zur Reinsberg. Bei Gründung des Kaiserreichs 1871 war die Bevölkerung auf 893 Einwohner angestiegen.
Mit dem Ausbau der Schmalspurbahn Potschappel–Wilsdruff bis nach Nossen im Jahr 1898 erhielt das Tal des Dittmannsdorfer Bachs Anschluss an das spätere Wilsdruffer Netz der sächsischen Schmalspurbahnen. Auf dem Gebiet der heutigen Gemeinde Reinsdorf entstanden folgende Stationen:
- Ortsteil Dittmannsdorf: Stationen Oberdittmannsdorf und Niederdittmannsdorf
- Ortsteil Reinsberg: Stationen Oberreinsberg und Niederreinsberg
- Ortsteil Bieberstein: Station Obergruna–Bieberstein

Der Haltepunkt Oberdittmannsdorf wurde nach dem Ersten Weltkrieg zum Trennungsbahnhof, dort zweigte die 1921–1923 erbaute Strecke nach Klingenberg-Colmnitz ab, die im Bahnhof Klingenberg-Colmnitz Anschlüsse nach Frauenstein und an die normalspurige Bahnstrecke Dresden–Werdau hatte. Der Personenverkehr trat gegenüber dem Güterverkehr zurück, der letztlich 1972 eingestellt wurde. Teile der ehemaligen Strecke wurden nach der politischen Wende in der DDR als Wanderweg ausgebaut.
Durch die Verwaltungsreform von 1952 in der DDR kam die Gemeinde Reinsberg zum Kreis Freiberg im Bezirk Chemnitz (1953 in Bezirk Karl-Marx-Stadt umbenannt), der ab 1990 als sächsischer Landkreis Freiberg fortgeführt wurde. Am 1. März 1994 wurden die Gemeinden Bieberstein, Dittmannsdorf, Neukirchen und Reinsberg zur neuen Gemeinde Reinsberg zusammengeschlossen. Die Ortsteile Reinsberg und Drehfeld bilden seitdem eine von fünf Ortschaften der Gemeinde Reinsberg.
1998 erfolgte die Bildung einer Verwaltungsgemeinschaft mit der Stadt Siebenlehn. Nachdem im Jahr 2003 die Verwaltungsgemeinschaft Reinsberg-Siebenlehn aufgelöst worden war, erfolgte zum 1. September 2003 die Eingliederung der stark verschuldeten Stadt Siebenlehn als Stadtteil in die bisherige Gemeinde Großschirma, welcher damit das Stadtrecht zuerkannt wurde. Es war die erste Eingemeindung einer Stadt in eine Gemeinde in Sachsen.
Seit 2008 gehört die Gemeinde Reinsberg zum Landkreis Mittelsachsen.

### Eingemeindungen
| Ehemalige Gemeinde         | Datum           | Anmerkung                      |
| -------------------------- | --------------- | ------------------------------ |
| Bieberstein                | 1. März 1994    |                                |
| Burkersdorf                | 1. Juli 1950    | Eingemeindung nach Bieberstein |
| Dittmannsdorf              | 1. März 1994    |                                |
| Drehfeld                   | vor 1875        |                                |
| Gotthelffriedrichsgrund    | 1. Oktober 1934 | Eingemeindung nach Burkersdorf |
| Hirschfeld (mit Friedland) | 1. März 1994    |                                |
| Neukirchen                 | 1. März 1994    |                                |
| Steinbach                  | 1. Juli 1950    | Eingemeindung nach Neukirchen  |
| Wolfsgrün                  | vor 1875        |                                |

### Einwohnerentwicklung
Die Einwohnerzahl ist jeweils auf den 31. Dezember des angegebenen Jahres beziffert.
| Jahr    | Einwohner                      |
| ------- | ------------------------------ |
| 1548/51 | 47 besessene Mann, 52 Inwohner |
| 1764    | 19 besessene Mann, 28 Häusler  |
| 1834    | 664                            |
| 1871    | 893                            |
| 1890    | 815                            |
| 1910    | 764                            |
| 1925    | 774                            |

| Jahr | Einwohner |
| ---- | --------- |
| 1939 | 760       |
| 1946 | 1.119     |
| 1950 | 1.077     |
| 1964 | 963       |
| 1990 | 686       |
| 1998 | 3.409     |
| 1999 | 3.340     |

| Jahr | Einwohner |
| ---- | --------- |
| 2000 | 3.350     |
| 2001 | 3.300     |
| 2002 | 3.276     |
| 2003 | 3.275     |
| 2004 | 3.301     |
| 2005 | 3.259     |
| 2006 | 3.247     |

| Jahr | Einwohner |
| ---- | --------- |
| 2007 | 3.247     |
| 2008 | 3.221     |
| 2012 | 3.010     |
| 2013 | 2.998     |

Quellen: Digitales Historisches Ortsverzeichnis von Sachsen, Statistisches Landesamt des Freistaates Sachsen

### Wappen
Das Wappen des Ortes stellt auf dem Schild drei Hügel dar. Auf dem mittigen Hügel ist ein Nadelbaum angeordnet, auf dem linken und rechten steht jeweils ein Laubbaum.

### Regelmäßige Veranstaltungen
Weit verbreitete Feste des ländlichen Raumes wie Walpurgisnacht, Maibaumfest, jährliche Feierlichkeiten von Vereinen, wie dem des Schützenvereins, welcher seit über 200 Jahren jährlich das Vogelschießen austrägt und das der Freiwilligen Feuerwehr haben in Reinsberg ihren Platz im Veranstaltungsjahr.

## Politik

### Gemeinderat
Seit der Gemeinderatswahl am 9. Juni 2024 verteilen sich die 15 Sitze des Gemeinderates folgendermaßen auf die einzelnen Gruppierungen:
- Verein Gerechte Kommunalabgaben der Gemeinde Reinsberg e. V. (VGK): 5 Sitze
- CDU: 5 Sitze
- Regionalbauernverband Erzgebirge e. V. (RBV): 3 Sitze
- Linke: 2 Sitze

| Gemeinderat ab 2024Insgesamt 15 Sitze - Linke: 2 - VgK: 5 - RBV: 3 - CDU: 5 | Liste                                                   | 2024   | 2024   | 2019   | 2019   | 2014   | 2014   |
| Gemeinderat ab 2024Insgesamt 15 Sitze - Linke: 2 - VgK: 5 - RBV: 3 - CDU: 5 | Liste                                                   | Sitze  | in %   | Sitze  | in %   | Sitze  | in %   |
| Gemeinderat ab 2024Insgesamt 15 Sitze - Linke: 2 - VgK: 5 - RBV: 3 - CDU: 5 | Verein Gerechte Kommunalabgaben der Gemeinder Reinsberg | 5      | 32,2   | 5      | 32,3   | 4      | 24,5   |
| Gemeinderat ab 2024Insgesamt 15 Sitze - Linke: 2 - VgK: 5 - RBV: 3 - CDU: 5 | CDU                                                     | 5      | 31,7   | 6      | 38,4   | 7      | 47,1   |
| Gemeinderat ab 2024Insgesamt 15 Sitze - Linke: 2 - VgK: 5 - RBV: 3 - CDU: 5 | Regionalbauernverband Erzgebirge e. V.                  | 3      | 27,1   | 2      | 16,5   | 2      | 13,3   |
| Gemeinderat ab 2024Insgesamt 15 Sitze - Linke: 2 - VgK: 5 - RBV: 3 - CDU: 5 | Linke                                                   | 2      | 9,1    | 2      | 12,7   | 1      | 11,6   |
| Gemeinderat ab 2024Insgesamt 15 Sitze - Linke: 2 - VgK: 5 - RBV: 3 - CDU: 5 | SPD                                                     | –      | –      | –      | –      | –      | 3,5    |
| Gemeinderat ab 2024Insgesamt 15 Sitze - Linke: 2 - VgK: 5 - RBV: 3 - CDU: 5 | Wahlbeteiligung                                         | 74,9 % | 74,9 % | 68,7 % | 68,7 % | 57,5 % | 57,5 % |

### Bürgermeister
Bürgermeister der Gemeinde Reinsberg ist seit 1. August 2022 Markus Buschkühl (parteilos). Sein Vorgänger war von 1994 bis 2022 Bernd Hubricht (CDU).
| Wahl | Bürgermeister    | Vorschlag | Wahlergebnis (in %) |
| ---- | ---------------- | --------- | ------------------- |
| 2022 | Markus Buschkühl | Buschkühl | 79,6                |
| 2015 | Bernd Hubricht   | CDU       | 95,4                |
| 2008 | Bernd Hubricht   | CDU       | 82,6                |
| 2001 | Bernd Hubricht   | CDU       | 96,5                |
| 1994 | Bernd Hubricht   | CDU       | 94,5                |

## Kultur und Sehenswürdigkeiten
- siehe auch: Liste der Kulturdenkmale in Reinsberg

### Bauwerke
Bekannteste Bauwerke der Gemeinde sind die Schlösser Reinsberg und Bieberstein.
Die Kirche in Reinsberg soll eine Wallfahrtskirche (Gnadenort) gewesen sein, in der, lt. einem Schreiben des Kardinalkollegiums zu Rom, demjenigen 100 Tage Ablass versprochen wurden, der am Monatsersten (lateinisch: Kalendae) die Kirche aufsuchte, um zu beten und zu opfern.
Daneben haben regionalgeschichtliche Bezüge die Kirche in Neukirchen, in der Kunz von Kauffungen nach seiner Enthauptung die letzte Ruhestätte gefunden haben soll, die Kriegermühle in Steinbach und die Dorfkirche Dittmannsdorf. Zu ihrem Geläut gehörte von 1960 bis 1998 die einzige erhaltene Glocke (Gussjahr 1518) der alten Frauenkirche in Dresden, die inzwischen wieder Teil des Geläuts der Frauenkirche ist.
Der BadePark Reinsberg war 1978 vom VEB Gaskombinat Schwarze Pumpe als Freibad für Urlaubsgäste des Schloss Reinsberg errichtet worden. Die zeitlos moderne Architektur stammt aus der Feder von Studenten des Bauhauses Weimar und umschließt eine modern gestaltete Badelandschaft. Der BadePark dürfte somit ein Unikat in der Bäderlandschaft sein. Er grenzt unmittelbar an die Lindenallee und die Grabentour, einem bergbauhistorischen Wanderweg im gleichnamigen Landschaftsschutzgebiet zwischen Reinsberg und Krummenhennersdorf.
An den nahen Freiberger Bergbau erinnern auch die nahezu komplett erhaltenen Tagesanlagen am IV. Lichtloch des Rothschönberger Stollns. Der aus Schachtgebäude, Huthaus, Bergzimmerei, Bergschmiede und Pulverturm (nur noch Fundamentreste vorhanden) bestehende und unter Denkmalschutz gestellte Komplex gibt einen Einblick in den Stand des sächsischen Erzbergbaus in der zweiten Hälfte des 19. Jahrhunderts.

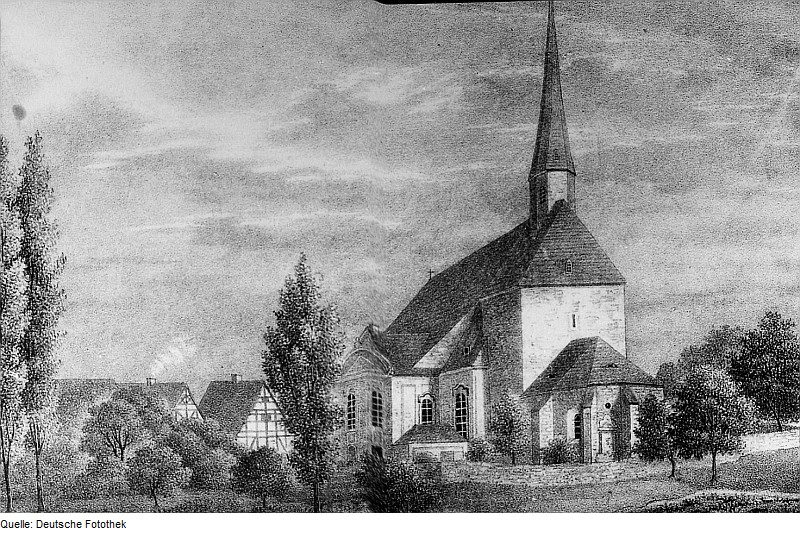
Kirche zu Neukirchen
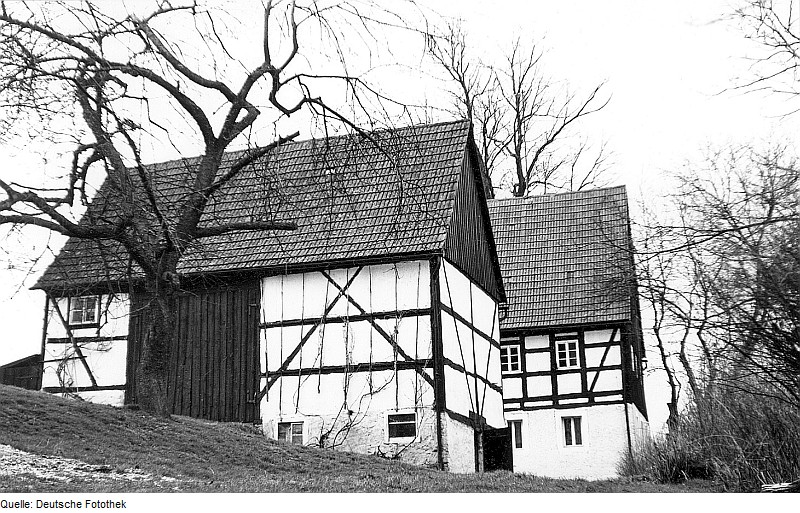
Kriegers Mühle in Steinbach
Schloss Reinsberg um 1870
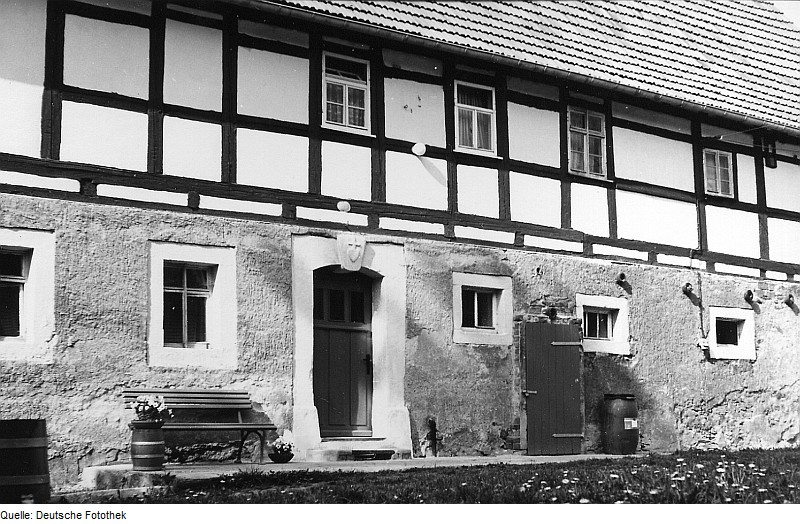
Funkes Mühle in Neukirchen, Hofansicht
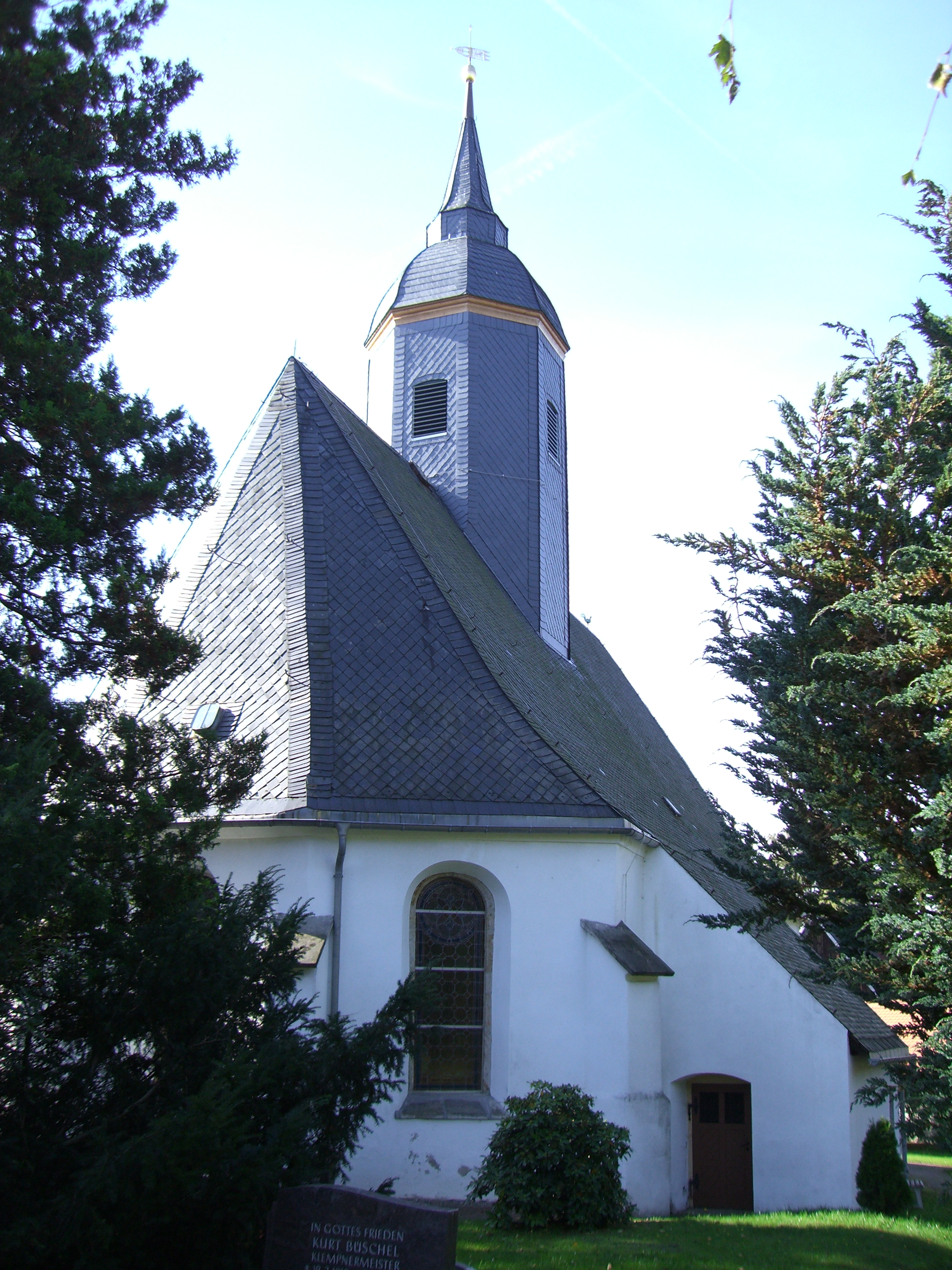
Kirche Dittmannsdorf
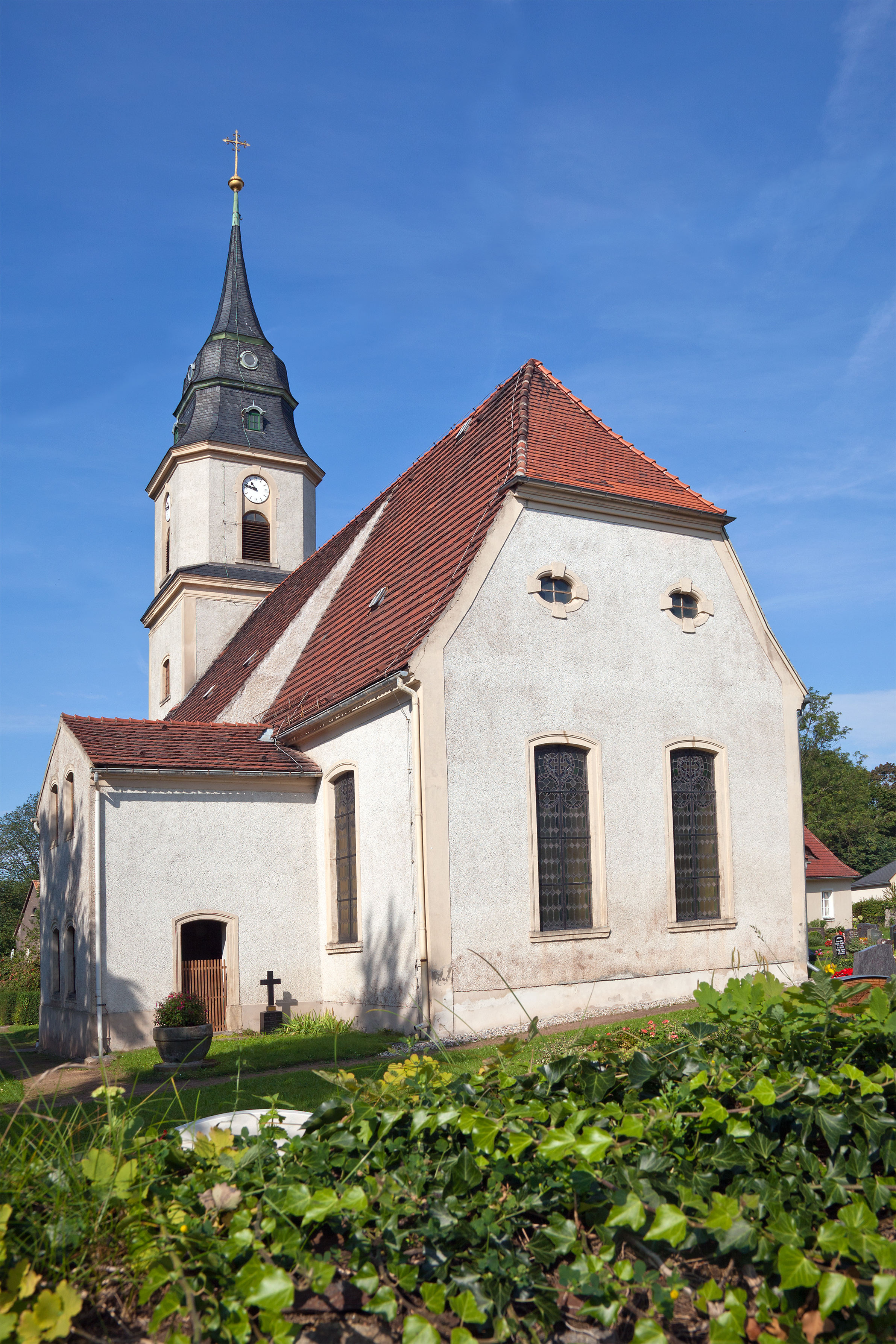
Kirche Reinsberg

### Gedenkstätten
Eine Grabplatte des Kunstmalers Hellmuth Rudolph auf einer Grabstätte des Friedhofs im Ortsteil Neukirchen erinnert an eine Kolonne von mehreren hundert KZ-Häftlingen eines Todesmarsches im März 1945, von denen sechs Häftlinge ermordet zurückblieben und hier begraben wurden.

## Wirtschaft und Infrastruktur
In Reinsberg sind rund 200 Firmen und Gewerbetreibende angesiedelt. Ein Standortvorteil der Gemeinde ist die Nähe zum Autobahndreieck Nossen und die damit gute Anbindung an die Städte Dresden, Chemnitz und Leipzig. Die Bundesautobahn 14 mit der Anschlussstelle Nossen Ost liegt zwei Kilometer entfernt, die Entfernung zur Anschlussstelle Siebenlehn der Bundesautobahn 4 beträgt vier Kilometer.

## Söhne der Gemeinde
- Caspar Friedrich von Schönberg (1826–1903), königlich sächsischer Generalleutnant und zuletzt Kommandeur der 1. Kavalleriebrigade Nr. 23
- Karl Viktor Ryssel (1849–1905), protestantischer Theologe (Alttestamentler und Altorientalist); Professor in Leipzig und Zürich.
- Woldemar Kandler (1866–1929), Architekt und Kirchenbaumeister in Sachsen
- Paul Roitzsch (1888–1979), Lehrer, Archivar und Heimatforscher
- Lothar Kwasnitza (1929–1983), Architekt

## Persönlichkeiten
- Kunz von Kauffungen (1410–1455), sächsischer Adliger, der in der Kirche in Neukirchen seine letzte Ruhestätte gefunden haben soll
- Christian Gottlob Steinmüller (1792–1864), Erbauer der Kirchenorgel in Reinsberg
- Otto Ludwig Christof von Schönberg (1824–1916), Kammerherr, Rittergutsbesitzer und Landtagsabgeordneter
- Caspar Friedrich von Schönberg (1826–1903), sächsischer Generalleutnant
- Gerhard Zweynert (1905–1985), evangelisch-lutherischer Theologe und Autor